# Jerdacuttup River
Jerdacuttup River är ett vattendrag i Australien. Det ligger i delstaten Western Australia, omkring 460 kilometer sydost om delstatshuvudstaden Perth. Jerdacuttup River ligger vid sjön Jerdacuttup Lakes.
Trakten runt Jerdacuttup River består till största delen av jordbruksmark. Trakten runt Jerdacuttup River är nära nog obefolkad, med mindre än två invånare per kvadratkilometer. Genomsnittlig årsnederbörd är 518 millimeter. Den regnigaste månaden är juli, med i genomsnitt 82 mm nederbörd, och den torraste är februari, med 15 mm nederbörd.